# 李从军
李从军（1949年10月—），安徽六安人，中国共产党及中华人民共和国官员，新华通讯社社长、党组书记。

## 生平
1968年10月参加工作。1977年，成为安徽师范大学六安教学点中文系学员。1982年，成为吉林大学文学系研究生。1983年5月加入中国共产党。1984年，成为山东大学中文系中国古代文学专业博士研究生。1985年，山东大学中文系中国古代文学专业博士研究生毕业并获文学博士学位。
此后，历任中共中央宣传部研究室副主任，中共邯郸市委副书记（挂职），中共中央宣传部政策法规研究室主任，中共宁波市委副书记、宁波大学党委书记，中共浙江省委宣传部副部长。1998年12月，任中共浙江省委常委、宣传部副部长。1999年1月，任中共浙江省委常委、宣传部部长。2001年2月，任中共中央宣传部副部长。
2007年8月，任新华社党组书记、副社长。2008年3月至2014年12月，任新华社社长、党组书记，2014年12月到龄卸任。2009年10月10日，李从军在世界媒体峰会开幕式上通过讲故事向世界各知名媒体代表介绍了中国媒体近年来在履行社会责任和公益使命上的成就，香港《大公报》评论该演讲颠覆了以往中共官方媒体“报道手段程式化，内容干巴巴的现状”。李从军在任期间推动了中国新华新闻电视网开播，这被视为中国主流媒体增强国际传播能力建设的重大举措。李从军撰写的文章《构建世界传媒新秩序》倡导遵循FAIR观念（公平、共赢、包容、责任），被《华尔街日报》刊登。
李从军是中共第十七届、十八届中央委员，第十届全国人大常委会委员、全国人大教科文卫委员会委员。2015年2月28日，政协十二届全国委员会常务委员会第九次会议闭幕，会议决定增补李从军为政协第十二届全国委员会委员、教科文卫体委员会副主任。